# دونالد مک‌کالم
دونالد مک‌کالم (انگلیسی: Donald McCallum؛ زادهٔ ۱ ژوئن ۱۸۸۰) بازیکن فوتبال، و سرمربی (فوتبال) اهل پادشاهی متحد بریتانیای کبیر و ایرلند است.
از باشگاه‌هایی که در آن بازی کرده‌است می‌توان به باشگاه فوتبال میدلزبرو و باشگاه فوتبال لیورپول اشاره کرد.